# Марбод
Марбод или Маробод (роден ок. 30 пр.н.е., починал 37 от н.е.) е вожд на германското племе на маркоманите. Произхожда от знатен род. Като младеж живее в Рим и е възпитаван в двора на император Октавиан Август. След преселението на маркоманите (през 8 пр.н.е.) на територията на днешна Чехия, Марбод обединява маркоманите със съседните племена и оглавява мощен племенен съюз. По римски образец той организира огромна армия от 70 000 пехотинци и 4000 конници. През 17 от н.е. армията на Маробод е разбита от вожда на херуските Арминий. През 18 от н.е. Марбод е свален от Катуалда и принуден да проси убежище при римляните. Марбод умира в Равена през 37 от н.е.